# Julian Huxley

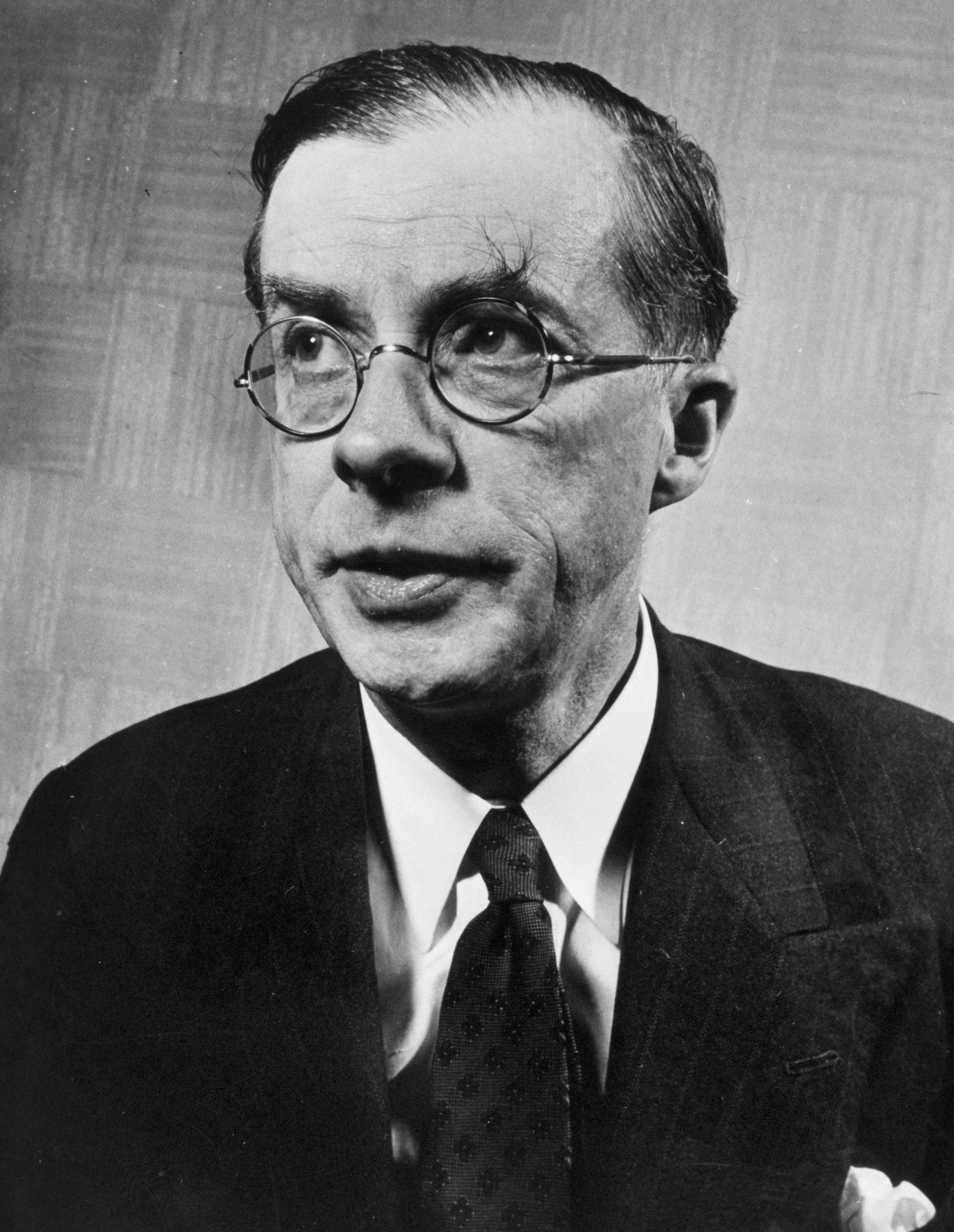
Julian Huxley (1964)

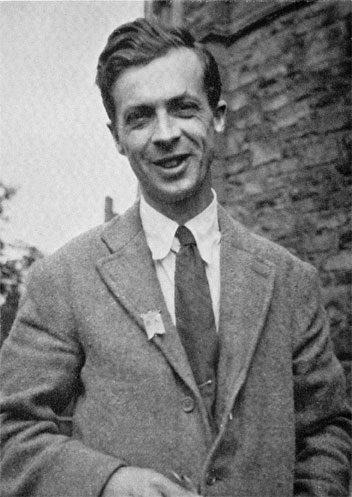
Julian Huxley (1922)

Sir Julian Sorell Huxley (* 22. Juni 1887 in London; † 14. Februar 1975 ebenda) war ein britischer Biologe, Philosoph und Schriftsteller. Seine frühen Verhaltensbeobachtungen an Seetauchern und Reihern gehörten zu den ersten exakten Studien der Verhaltensforschung, die unter anderem dem Werk von Konrad Lorenz und Nikolaas Tinbergen den Weg ebneten. Huxley war Humanist und ein bekannter Vordenker des Evolutionären Humanismus, der Eugenik und des Atheismus.

## Leben und Wirken
Julian Huxley war der älteste Sohn von Leonard Huxley und dessen erster Frau Julia Frances Arnold. Seine Brüder sind Aldous Huxley und Andrew Fielding Huxley. Er ist ein Enkel von Thomas Henry Huxley. Er wurde in Eton erzogen und studierte in Oxford Zoologie. Von 1910 bis 1912 arbeitete er als Lektor für Zoologie am Balliol College, von 1912 bis 1916 lehrte er am Rice-Institut in Houston (Texas). 1919 kehrte er zunächst nach Oxford zurück, wurde dann aber Professor (1925–1927) und Honorarprofessor (1927–1935) am King’s College London. Danach wirkte er als Vizepräsident (1937–1944) und Präsident der Eugenics Society (1959–1962) und als Generalsekretär der Zoologischen Gesellschaft zu London (1935–42).
1934 führte er Regie bei dem Kurzfilm The Private Life of the Gannets, einem Dokumentarfilm über Basstölpel, die auf einer kleinen Felseninsel vor der Küste von Wales leben. Der Film wurde 1937 mit dem Oscar als bester Kurzfilm (eine Filmrolle) ausgezeichnet.
1945 schlug Huxley vor, die Polkappen mit Atombomben zu schmelzen, um ein angenehmeres Weltklima zu erreichen.
Julian Huxley spielte eine bedeutende Rolle in der Gründungsphase der UNESCO und war von 1946 bis 1948 der erste Generaldirektor der Organisation. Ferner geht die Gründung der Internationalen Humanistischen und Ethischen Union (IHEU) auf eine Initiative Huxleys zurück. Huxley war erster Präsident der IHEU, die heute ein Zusammenschluss von über 170 humanistischen und säkularen Organisationen ist. Julian Huxley wurde 1953 mit dem Kalinga-Preis für die Popularisierung der Wissenschaft ausgezeichnet.
Ebenso war er ein bedeutender Vertreter der Eugenik. Er war unter anderem von 1937 bis 1944 und 1959 bis 1962 an führender Stelle im Vorstand der British Eugenics Society, des heutigen Adelphi Genetics Forum.
1960 war Huxley als Berater der UNESCO für Fragen des Wildschutzes in Ostafrika tätig; er veröffentlichte einige Zeitungsartikel in der britischen Wochenzeitung The Observer, in denen er auf die Natur- und Lebensraumzerstörung von Wildtieren in Afrika aufmerksam machte. Durch die öffentliche Aufmerksamkeit, die seine Texte erhielten, entstanden die Idee und die nötige Öffentlichkeit zur Gründung des WWF im Frühjahr 1961.

## Werk und Wirkungsgeschichte
Huxley vereinigte 1942 im Paradigma der Modernen Synthese den Darwinismus mit der Mendelschen Vererbungslehre, wonach sich neue Artmerkmale durch genetische Mutationen ergeben und aus diesen sich neue Genotypen entwickeln, die die Evolution vorantreiben. Allmähliche Akkumulation von anfänglich geringen Genunterschieden wirke entscheidend auf neue Arten ein.
Um eine moderne Weltanschauung den konkurrierenden Ideologien der Welt entgegenzusetzen, prägte Huxley in der Gründungsphase der UNESCO die Idee des evolutionären Humanismus und des Atheismus im Namen der Vernunft: „Gott ist eine vom Menschen erdachte Hypothese bei dem Versuch, mit dem Problem der Existenz fertigzuwerden.“
Der sogenannte Aluhut geht auf seine 1926 erschienene Science-Fiction-Geschichte The Tissue-Culture King zurück.

## Würdigung
1938 wurde Huxley als Mitglied (Fellow) in die Royal Society gewählt, die ihm 1956 die Darwin-Medaille verlieh. 1948 wurde er korrespondierendes Mitglied der Académie des sciences. 1958 wurde Huxley zum Knight Bachelor geschlagen. 1947 wurde er in die Académie royale des Sciences, des Lettres et des Beaux-Arts de Belgique und 1961 in die American Academy of Arts and Sciences gewählt.

## Schriften (Auswahl)
- The individual in the animal kingdom (1911)
- The courtship habits of the Great Crested Grebe (1914)
- Essays of a Biologist (1923)
- The stream of life (1926)
- The Tissue-Culture King (1927)
- Animal biology (mit John Haldane, 1927)
- Religion without revelation (1927, überarbeitete Neuauflage 1957)
- Ants (1929)
- Bird-watching and bird behaviour (1930)
- What dare I think? (1931)
- The captive shrew and other poems (1932)
- The science of life (mit H. G. Wells und dessen Sohn George Philip Wells, 1931)
- Problems of relative growth (1932)
- A scientist among the Soviets (1932)
- Scientific research and social needs (1934)
- Elements of experimental embryology (mit Gavin de Beer, 1934)
- An introduction to science (mit E. N. Andrade, 1934)
- Thomas Huxley's diary of the voyage of H.M.S. Rattlesnake (1935)
- We Europeans. A survey of racial problems (mit Alfred C. Haddon, 1935)
- Animal language (mit Audioaufnahmen von Ludwig Karl Koch und Fotografien von Ylla, 1938)[11]
- The living thoughts of Darwin (1939)
- The new systematics (1940)
- The uniqueness of man (1941)
- Evolution: the modern synthesis (1942, überarbeitete Neuauflage 2009, ISBN 978-0262513661)
- Democracy marches (1941) (deutsch: Demokratie marschiert (1942))
- Evolutionary ethics (1943)
- TVA: Adventure in planning (1944)
- On living in a revolution (1944)
- Touchstone for ethics (1947)
- Man in the modern world (1947), essays selected from The uniqueness of man (1941) and On living in a revolution (1944) (deutsch: Der Mensch in der modernen Welt (1950))
- Evolution in action (1953) (deutsch: Entfaltung des Lebens (1954))
- From an Antique Land: Ancient and Modern in the Middle East (1954) (deutsch: Die Wüste und die alten Götter (1956))
- Kingdom of the beasts (with W. Suschitzky, 1956) (deutsch: Das Reich der Tiere (1956))
- New Bottles for New Wine (1957)
- The story of evolution (1958)
- Biological aspects of cancer (1957) (deutsch: Krebs in biologischer Sicht (1960))
- The humanist frame (as editor, 1961) (deutsch: Der evolutionäre Humanismus: 10 Essays über den Leitgedanken u. Probleme (1964))
- Essays of a humanist (1964) (Neuauflage 1992 mit dem Titel: Evolutionary Humanism, ISBN 0-87975-778-7)
  - Ich sehe den künftigen Menschen: Natur u. neuer Humanismus, 1965
- The wonderful world of evolution (1969)
  - Wunderbare Welt der Evolution: Die Entwicklung des Lebens vom Einzeller zum Menschen, 1970
- Memories (1970)
- Memories II (1973)
  - Ein Leben für die Zukunft: Erinnerungen (1974/1981), ISBN 978-3423016780
- The Atlas of World Wildlife (1973)
  - Großer Atlas des Tierlebens. Corvus Verlag, Berlin 1974